# ゼンスバッハタール
ゼンスバッハタール (Sensbachtal) はドイツ連邦共和国ヘッセン州オーデンヴァルト郡にかつて存在した町村である。2018年1月1日にベーアフェルデン、ヘッセネック、ローテンベルクと合併してオーバーツェント市を形成した。

## 地理

### 位置
ゼンスバッハタールは、南オーデンヴァルト、ベルクシュトラーセ＝オーデンヴァルト地質・自然公園内の標高300mから550mに位置する。ネッカー川に面したエーバーバッハから10kmの距離にある。

## 文化と見所

### 建築
狩りの城クレーベルク城は、1780年頃に建設され、現在は私邸となっている。

## 経済と社会資本

### 交通
連邦道B45号線（ハーナウ - エーバーバッハ）から8kmの距離にある。